# Bipassalozetes berndhauseri
Bipassalozetes berndhauseri är en kvalsterart som först beskrevs av Sandór Mahunka 1997.  Bipassalozetes berndhauseri ingår i släktet Bipassalozetes och familjen Passalozetidae. Inga underarter finns listade.